# باغ کیوفوروکاوا
باغ کیوفوروکاوا (به ژاپنی: 旧古河庭園  Kyu-Furukawa) یکی از باغ‌های تاریخی واقع در منطقهٔ کیتا در توکیو پایتخت ژاپن است. این پارک ۳٫۷۸۰ هکتار مساحت دارد. این باغ در دوره میجی و از در سال ۱۹۱۷ میلادی منزل شخصی وزیر امورخارجه ژاپن بوده‌است. در سال ۱۹۵۶ میلادی تبدیل به پارک شده و در معرض بازدید عموم قرار گرفته‌است. باغ دارای باغ گل سرخ و باغ ژاپنی و زمین چمن می‌باشد.

## رسیدن به پارک
- جی آر، خط که‌ایهین-توهوکو، ایستگاه کامی-نازاتو (Kami-Nakazato) فاصله تا باغ پیاده ۷ دقیقه است.